# Rinna distrikt
Rinna distrikt är ett distrikt i Boxholms kommun och Östergötlands län. 
Distriktet ligger nordväst om Boxholm. 

## Tidigare administrativ tillhörighet
Distriktet inrättades 2016 och utgörs av socknen Rinna i Boxholms kommun.
Området motsvarar den omfattning Rinna församling hade vid årsskiftet 1999/2000.